# Relaciones Estados Unidos-Irán
Las relaciones entre Estados Unidos e Irán se iniciaron a mediados o fines del siglo XIX, pero tuvieron poca trascendencia o controversia hasta la Guerra Fría y las exportaciones de petróleo del golfo Pérsico. Desde entonces, se estableció una era de estrecha alianza entre el régimen del Sah Mohammad Reza Pahlavi y el gobierno estadounidense, período que fue seguido por un dramático retroceso y hostilidad entre ambos países tras la Revolución iraní de 1979.
En la actualidad no existen vínculos diplomáticos formales entre la República Islámica de Irán y los Estados Unidos de América. Los escasos vínculos entre ambos países están mediados y representados por terceros países. Así, los intereses de Irán en Estados Unidos son defendidos por Pakistán, mientras que los intereses de Estados Unidos en Irán se encuentran representados por Suiza.
Existen diversas opiniones sobre la causa de décadas de pobres relaciones. Las explicaciones ofrecidas incluyen desde un conflicto "natural e inevitable" entre la Revolución islámica de una parte y la "arrogancia" estadounidense y el deseo de "dictadura global" y "hegemonía" por la otra; hasta la necesidad del estado iraní de un "bogeyman externo" para "proporcionar un pretexto para la represión doméstica" contra las fuerzas prodemocráticas y unir el estado iraní a su "pequeña, pero leal y fuertemente armada representación". El programa nuclear de Irán desarrollado con la asesoría de Estados Unidos para fines pacíficos, también ha sido una constante en la tensión de las relaciones bilaterales entre ambos países hasta la actualidad.

## Historia

### Inicios
La primera interacción entre Irán, entonces denominada Persia, y EE. UU. fue un Tratado de Comercio y Navegaciones firmado en 1856 y mantenido hasta 1928. Dado el escaso interés de los estadounidenses en los asuntos persas, cuando la administración de Ahmad Shah Kayar solicitó consejo en 1911 para organizar su sistema financiero, los consejeros americanos hicieron poca cosa. La reputación de los EE. UU. como socio digno de confianza no se resintió por ello, de modo que los persas volvieron a solicitar ayuda tras la Primera Guerra Mundial. En esta ocasión, la misión chocó con los intereses de notables vinculados a Rusia y dejó su labor a medio hacer. Tras esto, no hubo nuevas interacciones hasta la Segunda Guerra Mundial.

### sigloXXI
Durante el siglo XXI se han suscitado una serie de crisis diplomáticas que han involucrado directamente a estos dos países y, en menor medida, a sus aliados. Entre 2005 y 2007, una crisis diplomática por el programa nuclear iraní vio fuertemente tensionadas las relaciones internacionales entre Estados Unidos, Irán e Israel, el principal aliado estadounidense contra algunas políticas iraníes que tiene en la región de Oriente Medio. 

#### Pescadores iraníes secuestrados
A finales de 2011 unos marineros iraníes fueron secuestrados por piratas somalíes. Al cabo de 45 días una delegación de la Marina estadounidense que patrullaba por la zona consiguió liberar a los pescadores.
Este gesto fue valorado por las autoridades iraniés: 

Consideramos la acción de las fuerzas estadounidenses que salvaron la vida de marineros iraníes como un gesto humanitario positivo y nos congratulamos por esa iniciativa

Otros puntos de vista iraníes alegaban que el rescate se hizo para justificar la presencia de la Armada estadounidense en la zona de Baréin.

#### Ataque aéreo en el Aeropuerto Internacional de Bagdad de 2020
El 3 de enero de 2020, un ataque aéreo realizado por las Fuerzas Armadas de Estados Unidos en el Aeropuerto Internacional de Bagdad, en la capital de Irak, terminó con la muerte de Qasem Soleimani, un general iraní comandante de las Fuerza Quds de los  Cuerpos de la Guardia Revolucionaria Islámica, por lo que las relaciones diplomáticas bilaterales volvieron a tensionarse.

### En el Caribe
Estados Unidos evalúa tomar medidas contra el envío de buques cargados con Combustible y productos petroleros de Irán a Venezuela. Un alto funcionario cercano a la administración del presidente Donald Trump afirmó estar seguro de que el gobierno venezolano en disputa estaría recibiendo toneladas de oro a cambio de gasolina, debido a la crisis que afronta este país. Estados Unidos impedirá los negocios Irán-Venezuela, enviando su flota al Caribe, ante lo cual Irán anunció que habrían graves repercusiones si Estados Unidos detuviese sus barcos.

## Presupuesto militar
En 2015, el presidente estadounidense Barack Obama señaló que el presupuesto militar iraní representaría solamente una octava parte del de los aliados regionales de Estados Unidos y una cuadragésima parte de aquel del Pentágono.